# Елисов, Павел Александрович
Павел Александрович Елисов (31 октября 1923, Кинель-Черкассы — 7 июня 1987, Москва) — полковник Советской Армии, участник Великой Отечественной войны, Герой Советского Союза (1945).

## Биография
Павел Елисов родился 31 октября 1923 года в селе Кинель-Черкассы (ныне — Самарская область). Окончил восемь классов школы, учился в педагогическом училище. В марте 1942 года Елисов был призван на службу в Рабоче-крестьянскую Красную Армию. В 1942 году он окончил Куйбышевское военное пехотное училище. С февраля 1944 года — на фронтах Великой Отечественной войны. Принимал участие в боях на 4-м Украинском, 1-м и 2-м Прибалтийских фронтах. Два раза был ранен. К маю 1944 года лейтенант Павел Елисов командовал взводом автоматчиков 105-го стрелкового полка 77-й стрелковой дивизии 51-й армии 4-го Украинского фронта. Отличился во время освобождения Севастополя.
7 мая 1944 года Елисов с группой бойцов пробрался во вражеский тыл на Сапун-горе и уничтожил пулемёт и два миномёта. Закрепившись на захваченных позициях, группа сумела отбить три немецкие контратаки и удержаться до подхода подкреплений.
Указом Президиума Верховного Совета СССР от 24 марта 1945 года за «образцовое выполнение боевых заданий командования на фронте борьбы с немецкими захватчиками и проявленные при этом мужество и героизм» лейтенант Павел Елисов был удостоен высокого звания Героя Советского Союза с вручением ордена Ленина и медали «Золотая Звезда» за номером 7317.
После окончания войны Елисов продолжал службу в Советской Армии. В 1965 году в звании подполковника он был уволен в запас, в 1975 году ему было присвоено звание полковника запаса.
Проживал в Москве, работал в интендантском управлении Московского военного округа.
Работал в Геологическом институте АН СССР.
Скончался 7 июня 1987 года, похоронен на Кунцевском кладбище Москвы.

## Награды и премии
Был также награждён орденами Отечественной войны 1-й степени и Красной Звезды, рядом медалей.

## Память
В честь Елисова названы школы в Кинель-Черкассах, Новокуйбышевске, Севастополе и Симферополе.